# Listrocerum bicolor
Listrocerum bicolor là một loài bọ cánh cứng trong họ Cerambycidae.